# Guan Xing
Guan Xing ou também chamado como Kwan Xing (??? - 234) foi o segundo filho de Guan Yu e o primeiro de sangue (já que seu irmão, Guan Ping, era adotado). Ele lutava muito parecido com seu pai, o que fez ficar conhecido como "fantasma de Guan Yu" no reino de Wu. Ele provavelmente morreu na batalha de Wu Zhang Plains.